# Martin Lidegaard
Martin Lidegaard (Kopenhagen, 12 december 1966) is een Deense politicus en sinds 2022 leider van de sociaal-liberale partij Radikale Venstre. Tussen 2011 en 2015 maakte hij deel uit van de Deense regering, eerst als minister van Klimaat, Energie en Overheidsgebouwen (2011–2014) en aansluitend als minister van Buitenlandse Zaken (2014–2015).

## Biografie
Lidegaard is een zoon van het schrijversechtpaar Mats en Else Lidegaard. Zijn oudere broer Bo Lidegaard is een voormalig diplomaat en was in de periode 2011–2016 hoofdredacteur van het Deense dagblad Politiken. Vanaf zesjarige leeftijd volgde Lidegaard onderwijs aan scholen in Humlebæk en Helsingør. Tussen 1985 en 1993 studeerde hij communicatiewetenschappen aan de Universiteit van Roskilde. Tijdens zijn studie was Lidegaard redacteur voor de plaatselijke collegekrant RUC NYT. In 1995 werd hij woordvoerder en plaatsvervangend secretaris-generaal van Mellemfolkeligt Samvirke (MS), een vereniging voor internationale samenwerking in Denemarken.

### Politieke loopbaan
Bij de Deense parlementsverkiezingen van 2001 werd Lidegaard namens de partij Radikale Venstre verkozen in het Folketing. Hij werd herkozen in 2005. Gedurende zijn ambtstermijn als parlementslid was hij de fractiewoordvoerder voor Energie, Vervoer en Voeding. In deze hoedanigheid ontwikkelde hij de partijstrategie Det kreative Danmark. Tussen 2005 en 2007 was Lidegaard eveneens voorzitter van het strategisch comité en lid van de Raad van Bestuur van zijn partij. Nadat hij bij de verkiezingen van 2007 niet meer herkozen werd, verliet hij het parlement en richtte hij de denktank CONCITO op.
In oktober 2011 werd Lidegaard benoemd tot minister van Klimaat, Energie en Overheidsgebouwen in het eerste kabinet van de sociaaldemocratische premier Helle Thorning-Schmidt. Na het voortijdige vertrek van de Socialistische Volkspartij uit deze regering, in februari 2014, werd hij minister van Buitenlandse Zaken. Er kwam een einde aan zijn ministerschap toen Radikale Venstre bij de verkiezingen van 2015 een zware nederlaag leed en in de oppositie verdween. Lidegaard werd bij die verkiezingen wel opnieuw verkozen in het Deense parlement.
In het najaar van 2020 stelde Martin Lidegaard zich kandidaat voor het partijleiderschap van Radikale Venstre, nadat Morten Østergaard wegens een schandaal was afgetreden. Lidegaard kreeg echter niet genoeg steun en verloor de verkiezing van Sofie Carsten Nielsen. Na de verkiezingen van 2022, die voor Radikale Venstre rampzalig waren verlopen, trad Nielsen af en werd Lidegaard alsnog gekozen tot partijleider.